# Eleccions legislatives portugueses de 2002
Les eleccions legislatives portugueses de 2002 se celebraren el 17 de març i suposaren una nova victòria per majoria relativa del PSD de José Manuel Durão Barroso, qui fou nomenat pel President de la República Primer Ministre de Portugal en un govern de coalició amb el CDS-PP.

## Resultats
| ' | ' |

| ' | ' |

| ' | ' |

| ' | ' |

| ' | ' |

| ' | ' |

| ' | ' |

| ' | ' |

| ' | ' |

| ' | ' |

| ' | ' |

| ' | ' |

| ' | ' |

| ' | ' |

| ' | ' |

| ' | ' |

| ' | ' |

| ' | ' |

| ' | ' |

| ' | ' |

| ' | ' |

| ' | ' |

| ' | ' |

| ' | ' |

| ' | ' |

| ' | ' |

| ' | ' |

| ' | ' |

| ' | ' |

| ' | ' |